# Águas de Lindóia
Águas de Lindóia ist eine brasilianische Stadt im Bundesstaat São Paulo. Nach offizieller Schätzung aus dem Jahr 2018 wohnten hier etwa 19.600 Menschen. Die 945 Meter hoch gelegene Stadt ist Teil des „Circuito das Águas“ („Wasserkreis“) und bekannt für ihre Mineralquellen. In der Nähe befinden sich die Städte Lindóia, Serra Negra und Monte Sião.

## Geschichte
Die Gemeinde wurde 1953 durch Landesgesetz gegründet.

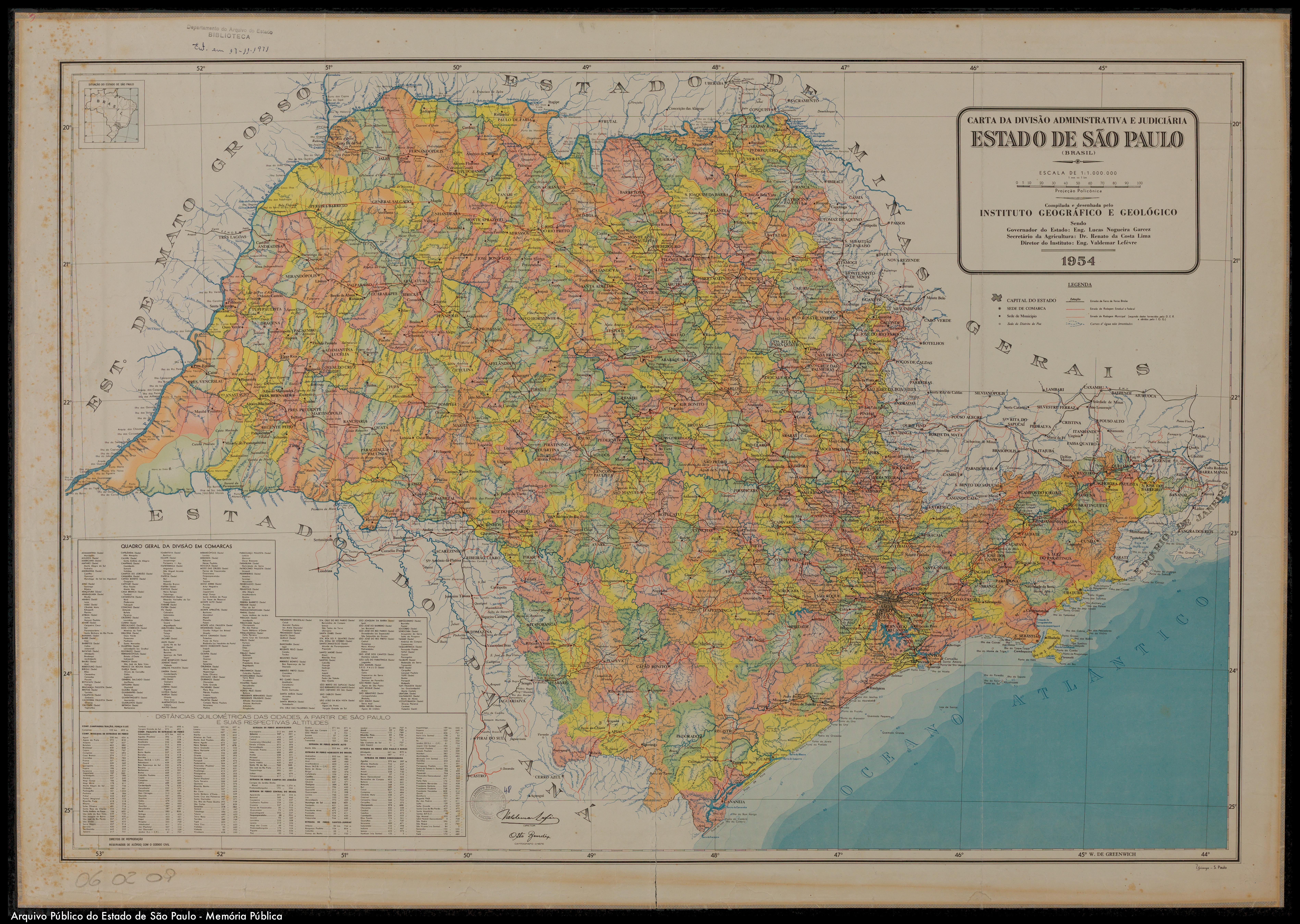
Karte des Bundesstaates São Paulo (1953).

## Religion
Das Christentum ist in der Stadt wie folgt vertreten:

### Römisch-katholische Kirche
Die katholische Kirche in der Gemeinde ist Teil der Bistum Amparo.

### Protestantische Kirche
In der Stadt gibt es die unterschiedlichsten evangelischen Glaubensrichtungen, hauptsächlich Pfingstler, darunter die brasilianischen Assemblies of God (die größte evangelische Kirche des Landes), die Christliche Kongregationalistische Kirche in Brasilien, und andere.